# Sportverein Arminia Hannover
Lo Sport-Verein Arminia Hannover è una squadra di calcio tedesca con sede ad Hannover, città della Bassa Sassonia. Gioca le partite casalinghe nello Stadio Rudolf Kalweit, e nella stagione 2015-2016 milita nell'Oberliga Niedersachsen, uno dei gironi che compongono la quinta serie del calcio tedesco.

## Storia
L'Arminia Hannover viene fondato nel 1910, e dieci anni dopo conquista il titolo della Germania settentrionale. Partecipa in questi primi anni di vita alla fase nazionale per tre volte, l'ultima delle quali nella stagione 1932-1933; in questa occasione raggiunge sotto la guida di William Townley i quarti di finale, dove viene fermato dai futuri campioni del Fortuna Düsseldorf. Questo è però l'ultimo campionato prima della riforma voluta dal Terzo Reich: il club si ritrova subito dopo a giocare nella Gauliga Niedersachsen.
Nel dopoguerra l'Arminia viene inserita nell'Oberliga Nord, da dove retrocede nel 1957; sono stati però in rosa in questo periodo Josef Posipal e Werner Olk. Nel 1963 nasce in Germania Ovest la Bundesliga, campionato al quale il club non riesce però a qualificarsi. Viene invece ammesso ad uno dei gironi della seconda serie, la Regionalliga Nord, che vince nel 1967 e nel 1968: la promozione in Bundesliga sfugge però ai play-off.
Il club accede poi, dopo una breve parentesi in terza divisione, alla Zweite Bundesliga nel 1976. Qui disputa quattro stagioni consecutive, insieme peraltro ai concittadini dell'Hannover e l'ultimo anno anche dell'OSV, che però sono sempre terminate nella metà inferiore della graduatoria. La retrocessione arriva al termine del campionato 1979-1980, quando oltretutto l'Arminia subisce contro l'omonima squadra di Bielefeld la più pesante sconfitta in assoluto del torneo, un 11-0.
Il club trascorre il resto degli anni ottanta in terza divisione, dove rimane stabilmente fino al 1991. In seguito il club disputa anche diverse stagioni al quarto livello; a partire dal 2007 alterna invece periodi al quinto livello con altri al sesto.

## Palmarès

### Competizioni nazionali
- Fußball-Regionalliga: 1

1966-1967 (Regionalliga Nord), 1967-1968 (Regionalliga Nord)

### Altri piazzamenti
- Fußball-Regionalliga:

Terzo posto: 1963-1964 (Regionalliga Nord)
- Gauliga Niedersachsen:

Secondo posto: 1933-1934, 1936-1937